# Вулиця Євгена Рихліка (Житомир)
Вулиця Євгена Рихліка — вулиця в Богунському районі міста Житомир.
Названа на честь українського вченого-славіста, чеха за походженням, Євгена Рихліка.

## Історія
Попередня назва — 5-й провулок Щорса. Відповідно до розпорядження Житомирського міського голови від 19 лютого 2016 року № 112 «Про перейменування топонімічних об'єктів та демонтаж пам'ятних знаків у м. Житомирі», перейменована на вулицю Євгена Рихліка. Пропозицію вшанувати етнографа Рихліка в топоніміці Житомира надала чеська громада.